# Ko Kieft
Ko Kieft (Sioux Center, 20 gennaio 1998) è un giocatore di football americano statunitense che milita nel ruolo di tight end per i Tampa Bay Buccaneers della National Football League (NFL).

## Carriera

### Tampa Bay Buccaneers
Al college Kieft giocò a football a Minnesota. Fu scelto nel corso del sesto giro (218º assoluto) nel Draft NFL 2022 dai Tampa Bay Buccaneers. Nella sua stagione da rookie disputò tutte le 17 partite, 12 delle quali come titolare, con 7 ricezioni per 80 yard e un touchdown.